# Isoodon obesulus
Isoodon obesulus är en pungdjursart som först beskrevs av George Shaw 1797. Isoodon obesulus ingår i släktet kortnästa punggrävlingar och familjen punggrävlingar. IUCN kategoriserar arten globalt som livskraftig.
Artepitetet i det vetenskapliga namnet är sammansatt av det latinska ordet obesus (tjock) och det förminskande tillägget -ulus.

## Utseende
Honor är med en absolut längd (med svans) av 25,5 till 46 cm mindre än hannar som blir med svans 31 till 61 cm långa. Svanslängden är 8,5 till 19,5 cm, bakfötternas längd är 4 till 8 cm och öronen är 2,0 till 3,8 cm stora. Håren som täcker kroppens ovansida är ljusa vid basen, svarta i mitten och gula vid spetsen vad som ger ett prickigt utseende. Undersidans päls är gulgrå. Dessutom är svansen uppdelad i en brunaktig ovansida och en vit undersida. Djuret har en brun och naken nos samt svarta ögon. Vid händerna är andra och tredje fingret nästan helt sammanvuxna. Väl utvecklade klor förekommer vid händerna och fötterna.
Exemplar som lever på Tasmanien är tyngre än djur på Australiens fastland. På Tasmanien väger hannar i genomsnitt 1,15 kg och honornas vikt ligger vid 0,95 kg. I delstaten Victoria är dessa värden maximalvikten. Ännu lättare är Isoodon obesulus på Franklin Islands där båda kön väger 0,5 till 0,6 kg.
Tandformeln är I 5/3 C 1/1 P 3/3 M 4/4, alltså 48 tänder.

## Utbredning
Pungdjuret förekommer nära kusten vid flera från varandra skilda regioner i Australien. Arten hittas även på Tasmanien. Habitatet varierar mellan skogar, busk- och gräsmarker samt hed.

## Ekologi
Individerna kan vara aktiva på dagen och på natten. De äter olika växtdelar samt små djur. Födan utgörs bland annat av insekter, daggmaskar, spindeldjur samt rötter, svampar, frukter, bär och ormbunkar. För att nå fram till underjordisk levande djur gräver arten upp till 5 cm djupa hål. Djuret jagas själv av olika rovlevande djur som tamkatt, hund, rödräv, större rovpungdjur, större ormar och rovfåglar.
När honor inte är brunstiga lever varje exemplar ensam och revirets storlek är en till fem hektar. Boet byggs av mindre växtdelar och göms i en liten sänka bland tät växtlighet.
Honor kan vara brunstiga under olika årstider (beroende på populationens utbredning) och oftast har en hona 2 till 3 kullar per år. Per kull föds upp till sex ungar men vanligen dör fyra ungar innan de är full utvecklade. Dräktigheten varar i de flesta fall bara 12 dagar och sedan fortsätter ungarna sin utveckling vid en spene i moderns pung (marsupium). Vid födelsen väger de underutvecklade ungarna 350 milligram. Ungarna diar sin mor ungefär 60 dagar och 4 till 5 månader efter födelsen blir de könsmogna.

## Underarter
Arten delas in i följande underarter:
- I. o. nauticus
- I. o. obesulus

## Bildgalleri

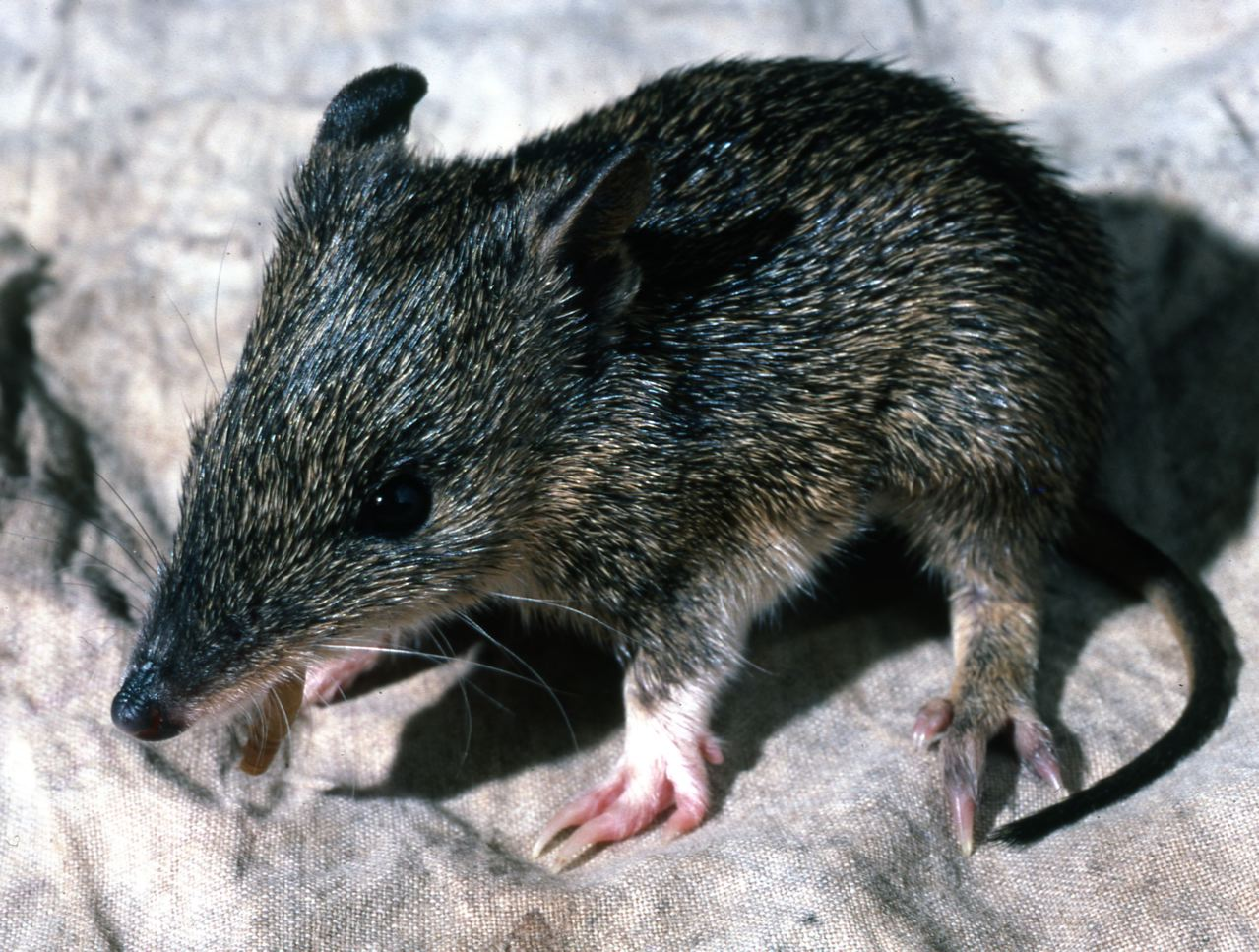
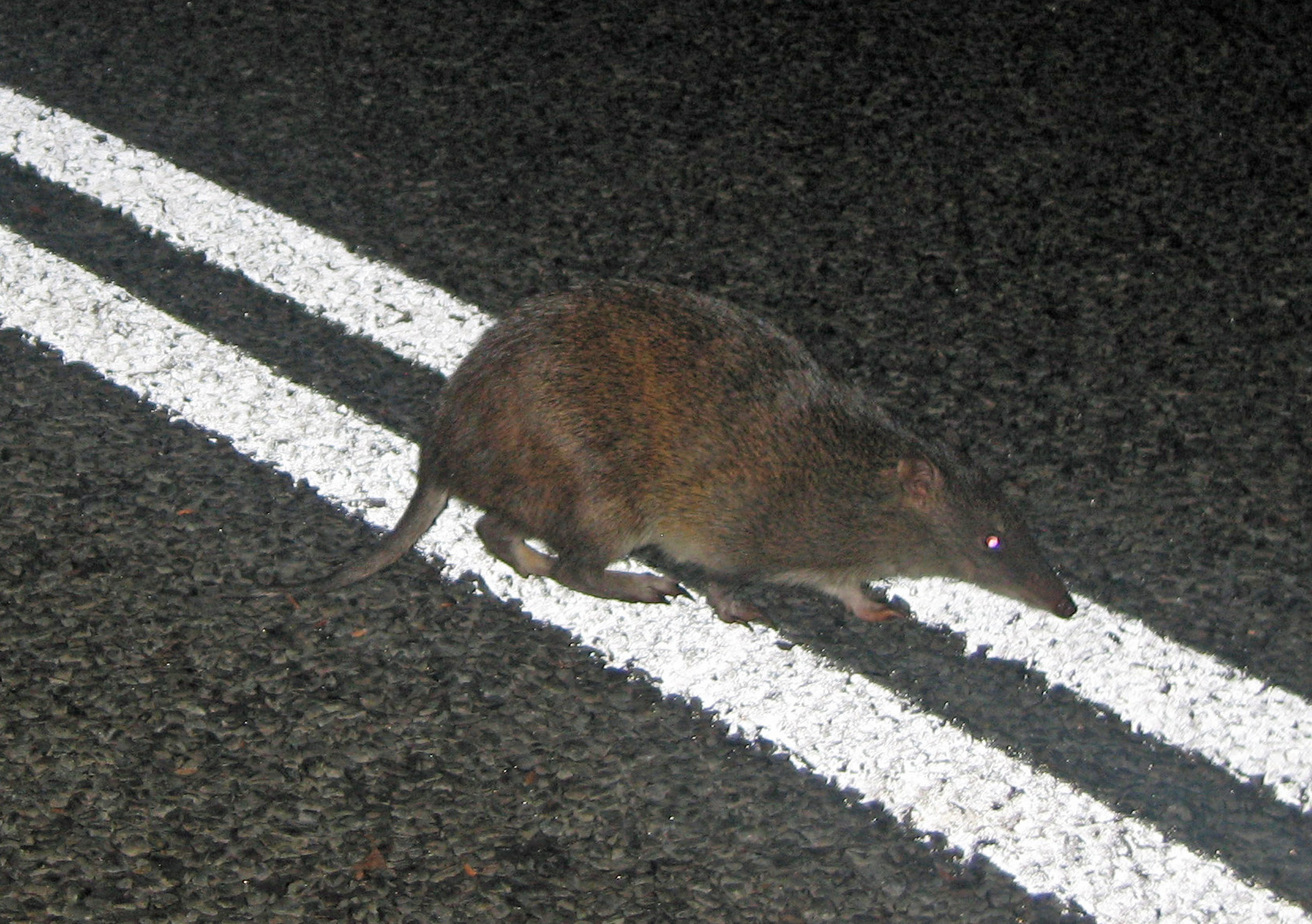